# 八代站
八代站（日语：〔〕／ Yatsushiro eki */?），位於日本熊本縣的八代市，屬於九州旅客鐵道（JR九州）、日本貨物鐵道（JR貨物）和肥薩橙鐵道的鐵路車站。
由於九州新幹線在鄰近的新八代站設站，特急「接力飛燕」（リレーつばめ）僅行駛至新八代，故目前停靠八代站的特急列車只有「九州橫斷特急」（九州横断特急）、「球磨川」（くまがわ）。

## 車站結構
島式月台1面2線與側式月台1面1線以及切欠式月台追加1線，合共2面4線構造的地面車站。JR九州側的月台設有2部升降機連結1號月台與2、3號月台。側式月台鹿兒島側與切欠式月台供肥薩橙鐵道使用。

### 月台配置
| 公司       | 月台 | 路線          | 目的地                 | 備註               |
| ---------- | ---- | ------------- | ---------------------- | ------------------ |
| 肥薩橙鐵道 | 0    | ■肥薩橙鐵道線 | 佐敷、水俁、川內方向   | 此站始發           |
| 肥薩橙鐵道 | 1    | ■肥薩橙鐵道線 | 佐敷、水俁、川內方向   | JR線開出的直通列車 |
| 肥薩橙鐵道 | 1    | ■鹿兒島本線   | 新八代、熊本方向       | 與肥薩橙鐵道直通   |
| JR九州     | 1－3 | ■鹿兒島本線   | 熊本、玉名、大牟田方向 |                    |
| JR九州     | 1－3 | ■肥薩線       | 坂本、人吉、吉松方向   |                    |

## 历史
- 1896年（明治29年）11月21日 - 由九州鐵道設立，站房位於現在球磨川前川橋附近。
- 1907年（明治40年）7月1日 - 九州鐵道收編國有。
- 1908年（明治41年）6月1日 - 八代 - 人吉間通車，移設站房到現址。原站房改稱為球磨川貨物處理所，只辦理貨物業務。
- 1923年（大正12年）7月15日 - 八代 - 日奈久間通車。
- 1945年（昭和20年）6月10日 - 球磨川站（原球磨川貨物處理所）併入本站。
- 1945年（昭和20年）8月11日 - 八代 - 肥後高田間的球磨川鐵橋毀於美國海軍發動的空襲，同年8月29日修復。
  - 一般而言，這次空襲被認為是盟軍沒落行動的前哨戰，意圖打斷日本中南九州的連絡補給交通，故除了球磨川橋梁外，日豐本線上的小丸川橋梁亦被炸毀。同年8月22日肥薩線發生列車倒退意外（發生於第二山神隧道，列車上坡時後方補機故障，加上通風不良，隧道內充滿煤煙，迫使乘客離開車廂逃難，但列車此時因爬升力不足而倒退，意外碾死逃難的乘客，參見肥薩線列車退行事故），造成許多復員軍人死亡，其遠因可能是中南九州的鐵路運輸僅餘肥薩線可供正常使用。
- 1986年（昭和61年）11月1日 - 廢止行李輸送的業務。
- 1987年（昭和62年）4月1日 -  國鐵分割民營化後成為九州旅客鐵道（JR九州）轄下的車站。
- 1989年（平成元年）11月12日 - 舊球磨川站內的貨物處理設備移往鄰近的客運站。
- 2004年（平成16年）3月13日 - 因應九州新幹線通車，原鹿児島本線八代 - 川內站區間交由肥薩橙鐵道營運。

## 相鄰車站
※特急列車等收費列車參見各列車條目。
九州旅客鐵道、肥薩橙鐵道
鹿兒島本線、肥薩橙鐵道線（直通）
- 臨時觀光列車「橙食堂」停靠站

■快速「超級橙」（只限週末假日運行）
熊本（鹿兒島本線）－八代（OR01）－日奈久溫泉（肥薩橙鐵道線，OR03）
■普通（包括往新八代的「Ocean Liner薩摩」）
新八代（鹿兒島本線）－八代（OR01）－肥後高田（肥薩橙鐵道線，OR02）
鹿兒島本線、肥薩線（直通）
- 特急「伊三郎號、新平號」「翡翠號、山翡翠號」、臨時快速「SL人吉」停靠站

■快速（鹿兒島本線、肥薩線直通、熊本方向只限上行運行）
新八代（鹿兒島本線） ← 八代－坂本（肥薩線）
■普通
新八代（鹿兒島本線）－八代－段（肥薩線）

## 外部連結
- JR九州 - 八代車站（页面存档备份，存于）

## 關連項目
- 日本鐵路車站列表